# Mirko Selvaggi
Mirko Selvaggi (Pieve a Nievole, 11 februari 1985) is een voormalig Italiaans wielrenner. Hij reed onder andere voor Wanty-Groupe Gobert en Vacansoleil-DCM.

## Overwinningen
2007
Trofeo Tempestini Ledo
2e etappe Ronde van Toscane, Beloften
2011
Bergklassement Ronde van Wallonië

## Resultaten in voornaamste wedstrijden
| Jaar | Ronde van Italië | Ronde van Frankrijk | Ronde van Spanje |
| ---- | ---------------- | ------------------- | ---------------- |
| 2008 |                  |                     |                  |
| 2010 |                  |                     |                  |
| 2011 | 115e             |                     |                  |
| 2012 | 123e             |                     |                  |
| 2013 |                  |                     |                  |
| 2014 |                  |                     |                  |
| 2015 |                  |                     |                  |
| 2016 |                  |                     |                  |

| Jaar | Milaan-San Remo | Gent-Wevelgem | Ronde van Vlaanderen | Parijs-Roubaix | Amstel Gold Race | Luik-Bast.‑Luik | Ronde van Lombardije | Dwars door Vlaanderen | Waalse Pijl |
| ---- | --------------- | ------------- | -------------------- | -------------- | ---------------- | --------------- | -------------------- | --------------------- | ----------- |
| 2008 |                 | 114e          | 89e                  |                |                  | 70e             |                      | 55e                   | 63e         |
| 2010 | 90e             | 76e           | 64e                  |                | 91e              |                 | opgave               |                       |             |
| 2011 | 119e            | 26e           | opgave               | 13e            |                  |                 |                      |                       |             |
| 2012 |                 | 44e           | opgave               |                |                  |                 | opgave               |                       |             |
| 2013 | opgave          | opgave        | 69e                  | opgave         | opgave           |                 | opgave               | 4e                    |             |
| 2014 |                 | 35e           | 45e                  | 139e           |                  | 97e             |                      | 41e                   | opgave      |
| 2015 |                 | opgave        | 76e                  |                | 41e              |                 |                      | 71e                   | 78e         |
| 2016 | 53e             |               |                      |                |                  |                 |                      |                       |             |

## Ploegen
- 2008 –  Cycle Collstrop
- 2009 –  Amica Chips-Knauf (tot 31-5)
- 2010 –  Astana
- 2011 –  Vacansoleil-DCM Pro Cycling Team
- 2012 –  Vacansoleil-DCM Pro Cycling Team
- 2013 –  Vacansoleil-DCM Pro Cycling Team
- 2014 –  Wanty-Groupe Gobert
- 2015 –  Wanty-Groupe Gobert
- 2016 –  Androni Giocattoli-Sidermec